# Публий Помпоний Секунд
Публий Помпо́ний Секу́нд, полное имя Публий Кальви́зий Саби́н Помпоний Секунд (лат. Publius/Gaius Calvisius Sabinus Pomponius Secundus; родился, по одной из версий, примерно в 14 году до н. э. — умер после 53 года н. э.) — римский политический деятель, военачальник и драматург, консул-суффект в 44 году.

## Биография
Согласно предположению британского антиковеда Р. Сайма, Публий Помпоний Секунд мог родиться примерно в 14 году до н. э. Его отцом был либо консул-суффект 16 года Публий Помпоний Грецин, либо консул 17 года Луций Помпоний Флакк, а матерью, возможно, была Вистилия, известная как жена шести мужей.
В 31 году, после свержения префекта претория Луция Элия Сеяна, Публий Помпоний был обвинён претором Консидием Прокулом в причастности к заговору, не был осуждён, но провёл семь лет в заключении и получил свободу только после прихода к власти Калигулы.  Благодаря одной надписи, обнаруженной в Кирене, известно, что Секунд управлял Киренаикой в ранге проконсула (дат нет). При Клавдии он был консулом-суффектом в 44 году и наместником Верхней Германии с 50/51 года. В этом качестве Публий возглавил успешный поход на хаттов, освободив пленных римлян из легионов Квинтилия Вара. За это он получил триумфальные отличия.
Публий был другом Плиния Старшего, который составил его биографию в двух книгах, впоследствии утраченную. В сохранившихся свидетельствах современников он характеризуется в первую очередь как писатель. Секунд получил высокую оценку от Тацита, Квинтилиан назвал его лучшим из трагиков своей эпохи. Его произведения не сохранились за исключением ряда мелких фрагментов, известны названия двух трагедий — «Эней» и «Атрей».